# 새뮤얼 데이비스 (외교관)
새뮤얼 데이비스(Samuel Davis, 1760년 - 1819년 6월 16일)는 영국의 군인 겸 외교관으로 후에 영국 동인도회사의 회장이 됐다. 그는 인도, 부탄 등에 파견됐다. 그의 부친 존 데이비스는 새뮤얼 데이비스가 태어났을 때 서인도 제도에 파견이 됐었다. 또한 새뮤얼 데이비스의 아들 존 프랜시스 데이비스는 2대 홍콩 총독을 지냈다.